# Luigi Chieco Bianchi
Luigi Chieco Bianchi (Bari, 24 aprile 1933 – Padova, 23 giugno 2023) è stato un oncologo, patologo e accademico italiano, considerato uno dei pionieri della ricerca oncologica in Italia.
È noto per i suoi studi sulla leucemogenesi virale, la virologia oncologica, l’immunologia tumorale e per il suo impegno nella formazione di generazioni di oncologi.

## Biografia
Si laurea in Medicina e Chirurgia nel 1957 presso l’Università di Bari, dove consegue anche la specializzazione in Anatomia Patologica. Nel 1965 si trasferisce all’Università di Padova come assistente. È Professore Incaricato di Oncologia Sperimentale dal 1966 al 1975, Professore Ordinario di Oncologia dal 1978 al 2005 e dal 2006 Professore Emerito.
È figlio di Maria Chieco Bianchi, prima sindaca donna di Fasano (1949–1954) e deputata nel 1953, e di Francesco Chieco, avvocato e sindaco di Bari dal 1952 al 1956.
Fonda e dirige l’Istituto di Oncologia dell’Università di Padova dal 1986 al 1996, diventa Direttore del Dipartimento di Scienze Oncologiche e Chirurgiche fino al 2001 e istituisce il Dottorato di Ricerca in Oncologia nel 1990, che coordina fino al 2005. Dal 1993 al 1995 è Prorettore con delega alla Facoltà di Medicina e Chirurgia. Dal 1985 al 1996 coordina il Centro Oncologico Regionale, che costituisce la base per la successiva istituzione dell’Istituto Oncologico Veneto (IOV) nel 2005.

## Attività scientifica
Luigi Chieco Bianchi è uno degli scienziati di riferimento nel campo della virologia oncologica e della ricerca sui retrovirus. I suoi studi iniziano con la ricerca sui retrovirus oncogeni murini e si estendono successivamente ai retrovirus umani, con importanti contributi sulla leucemia associata a HTLV e sull’infezione da HIV.
Ha pubblicato oltre 400 articoli  e quasi 10.000 citazioni, secondo database accademici. Ha collaborato a simposi internazionali, tra cui quello del 1971 a Padova/Venezia con Robert Gallo, segnando una svolta nelle ricerche su HIV e HTLV. La stampa locale lo ha definito “padre dell’oncologia moderna”.
Frequenta numerosi laboratori internazionali di prestigio, tra cui la Fondazione Marie Curie a Parigi, l’Istituto tedesco per il Cancro di Berlino e il Weizmann Institute di Rehovoth, oltre a periodi di ricerca negli Stati Uniti e in Europa.
Coordina progetti finanziati da enti nazionali (AIRC, ISS, CNR, MIUR) e internazionali (Unione Europea, NIH), producendo risultati significativi nell’ambito delle neoplasie T associate a HTLV, dei tumori associati a HIV e di altri tumori non virus-associati. Le ricerche del suo gruppo hanno immediate applicazioni nella diagnosi e nel monitoraggio delle infezioni da retrovirus umani e aprono nuove linee di studio nel metabolismo cellulare, nei marcatori tumorali circolanti e nel potenziale proliferativo delle cellule tumorali.

## Ruoli istituzionali e accademici
- Professore Emerito dell'Università di Padova.
- Socio fondatore dell’Associazione Giovanna Tosi.[6]
- Socio effettivo dell’Istituto Veneto di Scienze, Lettere ed Arti.
- Presidente della International Association for Comparative Research on Leukemia and Related Diseases (IACRLRD) in diversi mandati: 1971-1973, 1989-1991, 1999-2001.
- Presidente del Gruppo di Cooperazione in Immunologia (1983-1986).
- Presidente della Società Italiana di Cancerologia (1986-1988).
- Fondatore e promotore dell'Associazione Italiana contro le Leucemie (1969) e tra i protagonisti della crescita dell'Associazione Italiana per la Ricerca sul Cancro (AIRC).
- Membro di comitati scientifici internazionali, tra cui il Fonds Nationale de la Researche Scientifiche a Bruxelles e il Cancer Research Forum dell'Unione Europea.

## Riconoscimenti
- Premio alla carriera dell’Accademia dei Lincei (1987).
- Premio Pezcoller "ad una vita dedicata all’oncologia", conferito a Rovereto il 7 settembre 2007.[7]
- Intitolazione dell’Aula Magna dell’Istituto Oncologico Veneto (IOV) a suo nome nel 2024.

## Collezione d’arte e iniziative culturali
Nel 2001 Luigi Chieco Bianchi promuove la Collezione d’arte Luigi Chieco Bianchi presso il Dipartimento di Scienze Chirurgiche Oncologiche e Gastroenterologiche (DiSCOG) dell’Università di Padova, con l’obiettivo di integrare arte e ricerca scientifica nei luoghi di cura e studio.
La collezione comprende circa trenta opere – dipinti, sculture, installazioni e fotografie – donate da artisti o galleristi come Fabrizio Plessi, Manfredo Massironi, Giovanni Soccol, Renato Pengo, Pompeo Pianezzola, Sandra Marconato, Nina Nasilli, Aldo Leoni e altri.
È pensata per "umanizzare, attraverso l’arte, i luoghi di lavoro di chi quotidianamente si impegna nella prevenzione, diagnosi e cura dei tumori", ispirandosi a esperienze d’eccellenza internazionale, come i murali di Rothko all’Università di Harvard.
Nel 2025 la collezione viene inserita tra le collezioni museali dell’Università di Padova ed è oggi accessibile tramite visite guidate e pubblicazioni dedicate.

## Eredità scientifica
Luigi Chieco Bianchi è riconosciuto da colleghi e allievi per il suo rigore scientifico, la capacità di collaborazione e le doti umane di cortesia e disponibilità, lasciando una profonda eredità nella formazione di generazioni di oncologi e ricercatori.

## Vita privata
Era sposato con Anna Maria; padre di tre figlie, è deceduto a Padova il 23 giugno 2023 all’età di 90 anni.